# Reino de Córcega
El Reino de Córcega fue un reino de corta duración en la isla de Córcega. Se formó después de que los isleños coronaran al aventurero alemán Theodor Stephan Freiherr von Neuhoff como rey de Córcega.

## Formación y caída
En Génova, Neuhoff conoció a algunos rebeldes y exiliados corsos y los convenció de que podría liberar a su país de la tiranía genovesa si lo convertían en rey de la isla. Con la ayuda del Bey de Túnez, desembarcó en Córcega el 12 de marzo de 1736 con ayuda militar. Los isleños, cuya campaña no había tenido éxito, lo eligieron y coronaron rey. Asumió el título de rey Teodoro I, emitió edictos, instituyó una orden de caballería y libró la guerra a los genoveses con el consentimiento de la Dieta de 24 miembros, al principio con cierto éxito. Pero las luchas internas entre los rebeldes pronto llevaron a su derrota. Los genoveses pusieron precio a su cabeza y publicaron un relato de su colorido pasado, y abandonó Córcega el 11 de noviembre de 1736, aparentemente para buscar ayuda extranjera. Después de sondear la posibilidad de protección de España y Nápoles, partió hacia Holanda, donde fue arrestado por deudas en Ámsterdam.
Al recuperar su libertad, Teodoro envió a su sobrino a Córcega con un suministro de armas; él mismo regresó a Córcega en 1738, 1739 y 1743, pero las fuerzas combinadas genovesas y francesas continuaron ocupando la isla. En 1749 llegó a Inglaterra en busca de apoyo, pero finalmente se endeudó y fue confinado en una prisión para deudores en Londres hasta 1755. Recuperó su libertad declarándose en quiebra, entregando su reino de Córcega a sus acreedores, y subsistió gracias a la caridad de Horace Walpole y algunos otros amigos hasta su muerte en Londres en 1756.